# Carneys Point
Carneys Point is een plaats (census-designated place) in de Amerikaanse staat New Jersey, en valt bestuurlijk gezien onder Salem County.

## Demografie
Bij de volkstelling in 2000 werd het aantal inwoners vastgesteld op 6914.

## Geografie
Volgens het United States Census Bureau beslaat de plaats een oppervlakte van
23,0 km², waarvan 22,7 km² land en 0,3 km² water.

## Plaatsen in de nabije omgeving
De onderstaande figuur toont nabijgelegen plaatsen in een straal van 8 km rond Carneys Point.